# Protaetia fusca
Protaetia fusca es una especie de escarabajo del género Protaetia, familia Scarabaeidae. Fue descrita científicamente por Herbst en 1790.
Habita en Australia (Queensland) y Camboya.

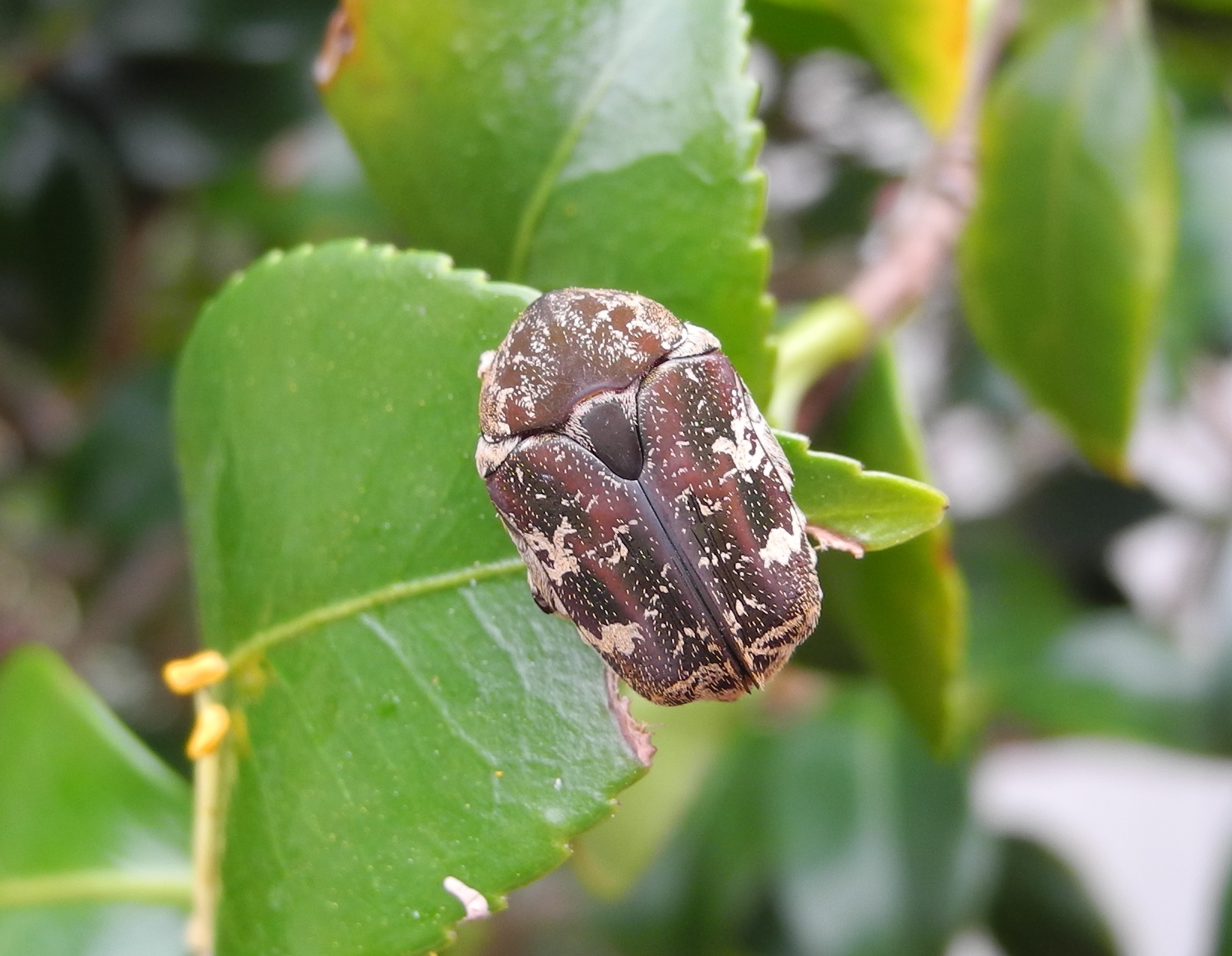
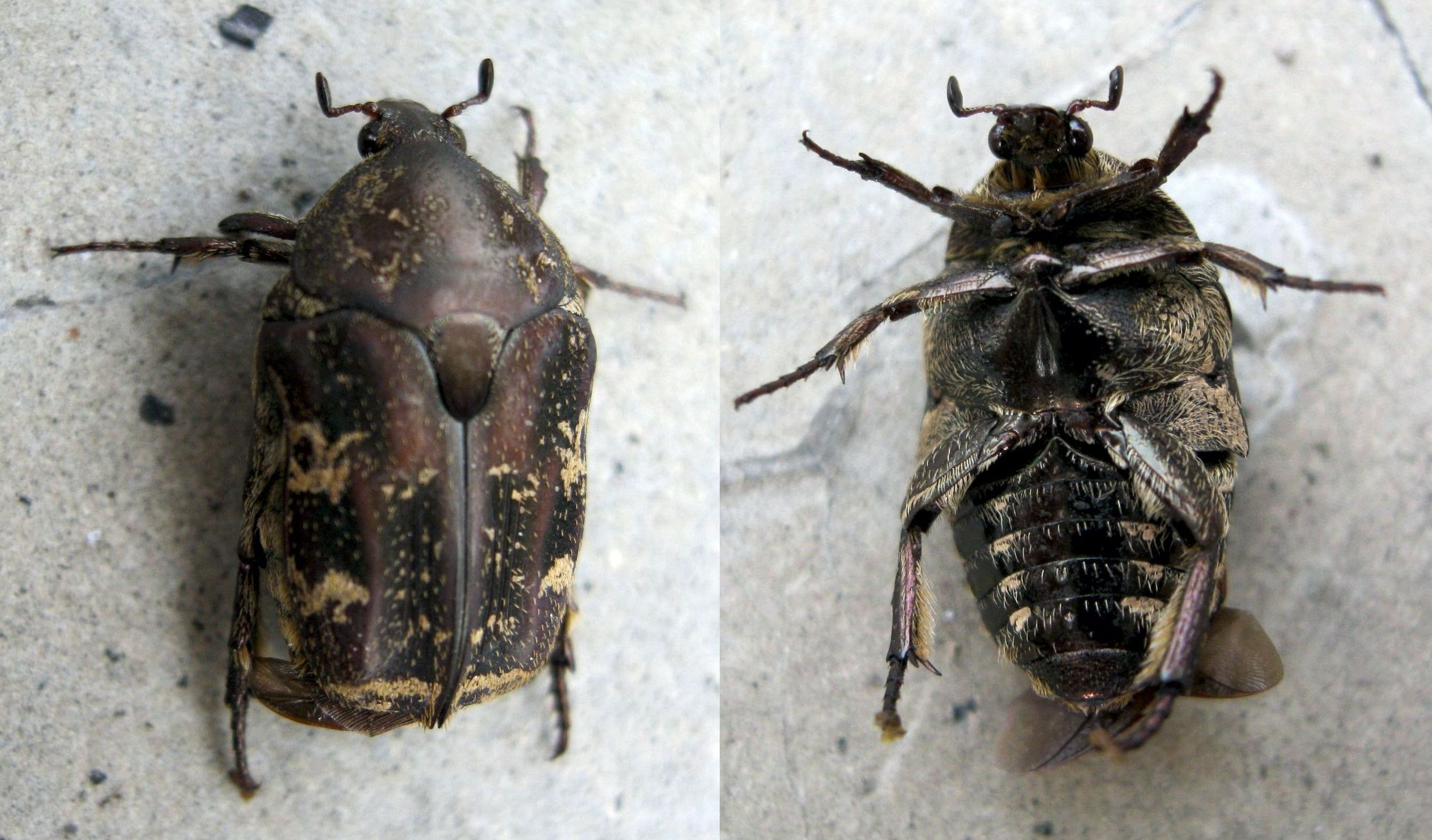
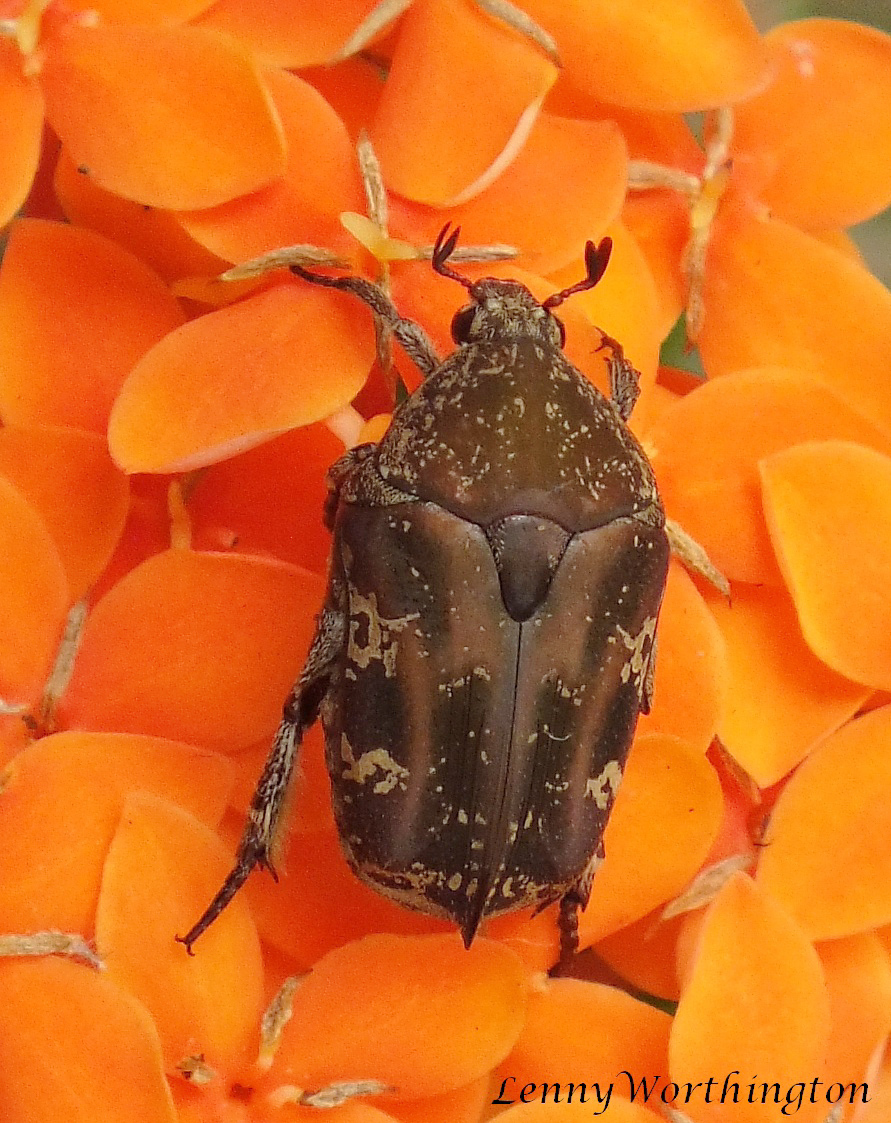
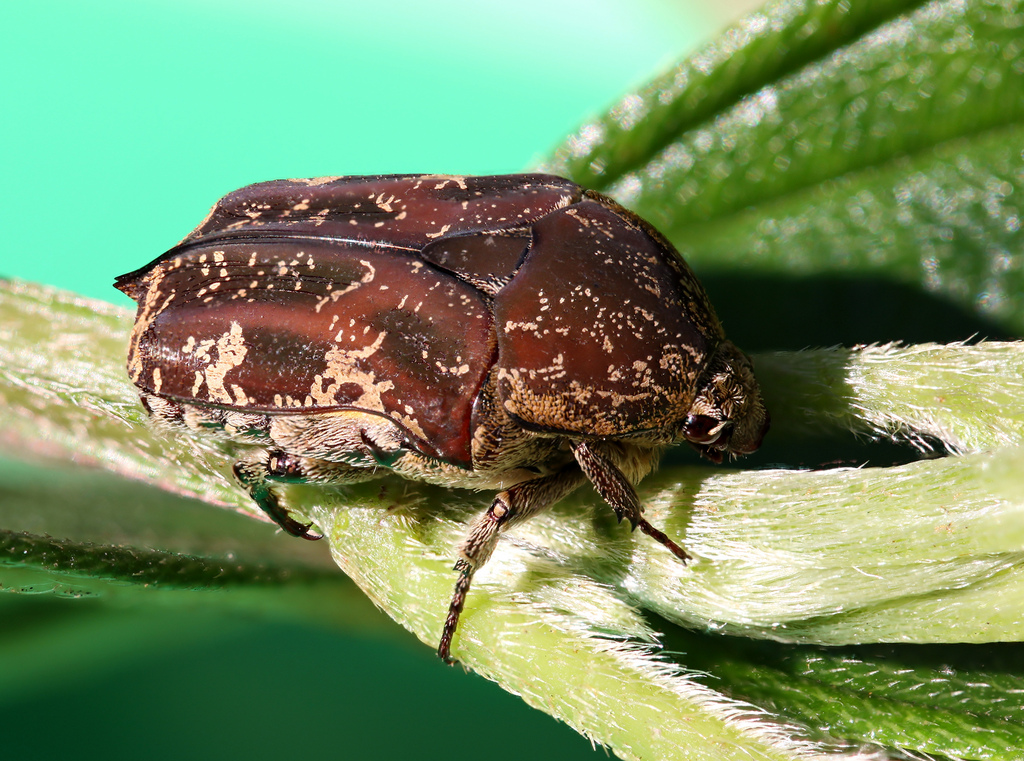